# 也文也武一大班
《也文也武一大班》（英語：Albert Cheng Talk Show）是亞洲電視2008年制作的一個政治清談節目。亞視重金聘請前立法會議員、名嘴鄭經翰（綽號「大班」）主持其重返傳媒行業的第一個節目。每集都會邀請香港當前的政壇人物上節目交談和辯論。自2008年9月29日至10月24日，逢星期一至五22:00—23:00在本港台、魅力資訊頻道以及亞洲電視網站同步直播，但是其中本港台只會播出前半小時的內容，而魅力資訊頻道和亞洲電視網站則全程直播節目內容。10月25日額外制作特別版問答大會，鄭經翰作為嘉賓，被10多人輪問，當日21:05-23:00於本港台及網上直播。

## 節目簡介
鄭經翰每集都會邀請一至兩位當前的香港政壇重要人物上節目，規劃是邀請備受爭議的副局長和新當選的立法會議員。節目中，鄭經翰會與嘉賓就不同的尖銳話題，唇槍舌劍。同時也有觀眾互動環節，現場的30名觀眾除了可以向嘉賓發問，還可以就嘉賓的表現作出評判。節目還與雅虎香港合作，市民除了可以通過電話之外，還可以到雅虎的大班Blog留言，鄭經翰會挑選其中的尖銳問題向嘉賓質詢。節目中還有兩次公布「也文也武指數」（即全港市民對嘉賓表現支持度的分數）。

## 每集介紹
| 集數 | 播映日期       | 嘉賓          | 嘉賓身份                                                        | 聚焦話題／備注                            |
| ---- | -------------- | ------------- | --------------------------------------------------------------- | ----------------------------------------- |
| 01   | 09月29日（一） | 陳家強        | 財經事務及庫務局局長                                            | 因雷曼迷你債券事件而特別邀請              |
| 02   | 09月30日（二） | 周一嶽        | 食物及衞生局局長                                                | 因2008年中國毒奶粉事件而特別邀請          |
| 03   | 10月1日（三）  | 湯家驊        | 立法會議員（新界東）                                            | 「功能黨」事件                            |
| 04   | 10月2日（四）  | 曾鈺成        | 立法會議員（香港島）                                            |                                           |
| 05   | 10月3日（五）  | 黃毓民        | 立法會議員（九龍西）                                            |                                           |
| 06   | 10月6日（一）  | 葉劉淑儀      | 立法會議員（香港島）                                            | 2003年的二十三條立法                      |
| 07   | 10月7日（二）  | 李華明 甘乃威 | 立法會議員（九龍東） 立法會議員（香港島）                       |                                           |
| 08   | 10月8日（三）  | 毛孟靜        | 立法會選舉落選人（九龍西）                                      | 立法會選舉落選原因                        |
| 09   | 10月9日（四）  | 謝偉俊        | 立法會議員（旅遊界）                                            |                                           |
| 10   | 10月10日（五） | 何秀蘭        | 立法會議員（香港島）                                            |                                           |
| 11   | 10月13日（一） | 李卓人        | 立法會議員（新界西）                                            |                                           |
| 12   | 10月14日（二） | 陳淑莊        | 立法會議員（香港島）                                            |                                           |
| 13   | 10月15日（三） | 陳克勤 李慧琼 | 立法會議員（新界東） 立法會議員（九龍西）                       | 陳克勤英文水平低落                        |
| 14   | 10月16日（四） | 梁家騮 勞永樂 | 立法會議員（醫學界） 前立法會議員（醫學界）                     | 醫療問題                                  |
| 15   | 10月17日（五） | 梁國雄 陶君行 | 立法會議員（新界東） 黃大仙區區議員（竹園北）                   | 社民連激進抗爭路線                        |
| 16   | 10月20日（一） | 雷鼎鳴        | 香港科技大學經濟學教授                                          | 針對金融海嘯談自由經濟是否已死            |
| 17   | 10月21日（二） | 黃毓民 陳偉業 | 立法會議員（九龍西） 立法會議員（新界西）                       | 社民連主席黃毓民在立法會試圖向曾蔭權擲蕉  |
| 18   | 10月22日（三） | 羅致光        | 香港大學社會工作及社會行政學系副教授 前立法會議員（社會福利界） | 社會福利問題、泛民政黨融合                |
| 19   | 10月23日（四） | 梁美芬        | 立法會議員（九龍西）                                            | 成立雷曼事件專責委員會爭議 中聯辦支持問題 |
| 20   | 10月24日（五） | 劉慧卿        | 立法會議員（新界東）                                            | 前綫與民主黨合併                          |

### 答問大會
答問大會采用類似行政長官施政報告答問大會的形式進行。播映時間：2008年10月25日（六）21:05—23:00
| 嘉賓     | 鄭經翰 | 電台節目主持人 時事評論員 前立法會議員（九龍東） |
| 主持人   | 馬時亨 | 前商務及經濟發展局局長                           |
| 提問嘉賓 | 湯家驊 | 立法會議員（新界東）                             |
| 提問嘉賓 | 陳淑莊 | 立法會議員（香港島）                             |
| 提問嘉賓 | 王國興 | 立法會議員（新界西）                             |
| 提問嘉賓 | 甘乃威 | 立法會議員（香港島）                             |
| 提問嘉賓 | 單仲偕 | 前立法會議員（資訊科技界）                       |
| 提問嘉賓 | 狄志遠 | 前立法局議員（新界北）                           |
| 提問嘉賓 | 梁國雄 | 立法會議員（新界東）                             |
| 提問嘉賓 | 黃毓民 | 立法會議員（九龍西）                             |
| 提問嘉賓 | 劉慧卿 | 立法會議員（新界東）                             |
| 提問嘉賓 | 馮檢基 | 立法會議員（九龍西）                             |
| 提問嘉賓 | 梁耀忠 | 立法會議員（新界西）                             |
| 提問嘉賓 | 黃永   | 商業電台策劃總監、時事評論員                     |
| 提問嘉賓 | 吳志森 | 電台節目主持人、時事評論員                       |
| 提問嘉賓 | 馬家輝 | 專欄作家、時事評論員                             |
| 提問嘉賓 | 林超榮 | 節目主持人、時事評論員                           |

## 收視
以下為該節目於亞洲電視首播之收視紀錄：
| 週次 | 日期                     | 平均收視 |
| ---- | ------------------------ | -------- |
| 1    | 2008年9月29日－10月3日   | 4點      |
| 2    | 2008年10月6日－10月10日  | 4點      |
| 3    | 2008年10月13日－10月17日 | 3點      |
| 4    | 2008年10月20日－10月24日 | 4點      |

答問大會
| 日期     | 平均收視 |
| -------- | -------- |
| 10月25日 | 8點      |

資料來源：CSM媒介研究（一個收視點代表69,359名觀眾）

## 外部連結
- 亞洲電視官方網頁：也文也武一大班
- Yahoo! BLOG：也文也武 - 鄭大班（页面存档备份，存于）
- Y! HK x ATV 《也文也武一大班》Joint Promo